# Saint-Martin-d’Heuille
Saint-Martin-d’Heuille település Franciaországban, Nièvre megyében. Lakosainak száma 556 fő (2022. január 1.). Saint-Martin-d’Heuille Coulanges-lès-Nevers, Montigny-aux-Amognes, Urzy és Vaux d’Amognes községekkel határos.

## Népesség
A település népessége az elmúlt években az alábbi módon változott:
| Lakosok száma | 602  | 611  | 632  | 596  | 583  | 570  | 564  | 559  | 556  |
|               | 2013 | 2015 | 2016 | 2017 | 2018 | 2019 | 2020 | 2021 | 2022 |